# DELE C2
El Diploma de Español como Lengua Extranjera Nivel C2 (DELE C2) constituye un título que certifica el grado de competencia y dominio del español como lengua extranjera a nivel C2 del Marco Común Europeo de Referencia para las lenguas.  
Quien aprueba este diploma es capaz de comprender con facilidad prácticamente todo lo que oye o lee; cuando sabe reconstruir la información y los argumentos procedentes de diversas fuentes, ya sean en idioma español hablado o escrito, y presentarlos de manera coherente y resumida y cuando puede expresarse espontáneamente, con gran fluidez y con un grado de precisión que le permite diferenciar pequeños matices de significado incluso en situaciones de mayor complejidad.
El Instituto Cervantes otorga este título en nombre del  Ministerio de Educación y Ciencia de España. La Universidad de Salamanca participa en la elaboración de los contenidos y su evaluación. 